# Rodrigo de Araya (estación)
Rodrigo de Araya es una estación ferroviaria que forma parte de la red del Metro de Santiago de Chile. Se encuentra por viaducto entre las estaciones Ñuble y Carlos Valdovinos de la línea 5. La estación se ubica sobre la Avenida Vicuña Mackenna, entre las comunas de San Joaquín y Macul.

## Características y entorno
Presenta, paradójicamente a pesar de las características del sector descritas más adelante, un flujo escaso de pasajeros, usualmente en las horas de mayor afluencia de público que no se ven más de 20 pasajeros en la estación, ya vayan o vengan del Centro de Santiago. 
La estación se encuentra en una zona eminentemente industrial y comercial, con la presencia de importantes actores económicos como la elaboradora de pastas Lucchetti (ubicada justo en el lado este de la estación cruzando la Avenida), la antigua manufacturadora de cuadernos Austral y otros, también se encuentra un supermercado Mass cercano a la estación, así como también de distribuidoras, concesionarias de automóviles y sucursales de bancos. Últimamente se han construido algunas torres de edificios residenciales.
Desde el 27 de febrero de 2023 en el horario de la Operación expresa la estación Rodrigo de Araya pasó de ser Ruta Verde a Ruta Roja.

### Accesos
| Acceso | Intersección                                       |
| ------ | -------------------------------------------------- |
| A      | Av. Vicuña Mackenna con Santa Elena y Juan Mitjans |

## Origen etimológico
Nombrada así en memoria del conquistador español homónimo. Se encuentra a dos cuadras al sur de la avenida Rodrigo de Araya, específicamente en la intersección de Avenida Vicuña Mackenna y Santa Elena si se mira al poniente o Juan Mitjans al oriente. En la misma línea, se representaba antiguamente con el retrato de un conquistador español genérico.

## Galería

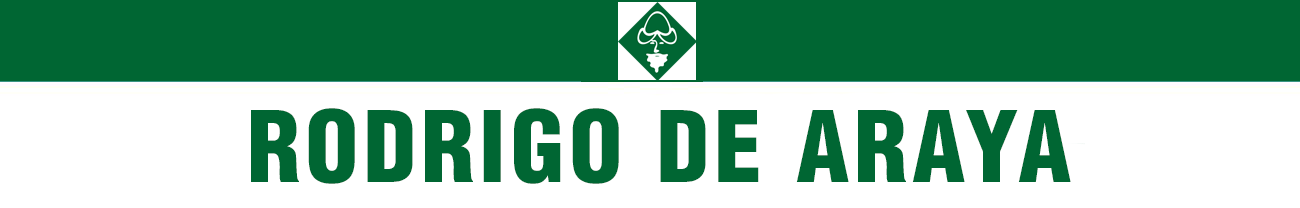
Cenefa utilizada en 1997.
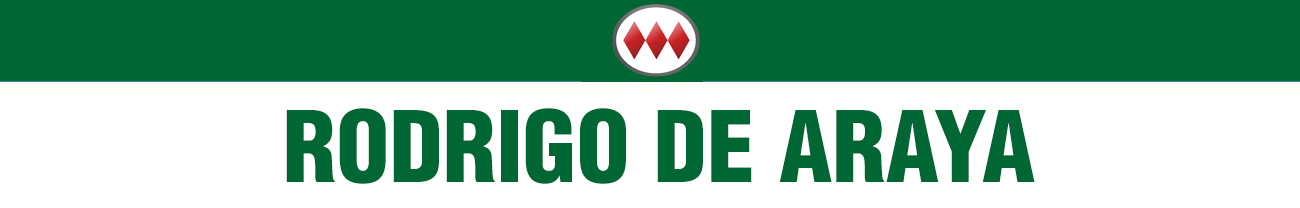
Cenefa utilizada en los andenes.

## Conexión con Red Metropolitana de Movilidad
La estación posee 4 paraderos de la Red Metropolitana de Movilidad en sus alrededores, los cuales corresponden a:
| Paradero/ Código                           | Recorridos                                                                                      |
| ------------------------------------------ | ----------------------------------------------------------------------------------------------- |
| Parada 1 / Metro Rodrigo de Araya (PH209)  | 210 (Puente Alto) - 210v (Av. México) - 213e (Puente Alto) - F30n (Bajos de Mena)               |
| Parada 2 / Metro Rodrigo de Araya (PD202)  | 210 (Estación Central) - 210v (Estación Central) - 213e (Plaza Italia) - F30n (Metro La Moneda) |
| Parada 3 / Metro Rodrigo de Araya (PH1642) | D07 (Diagonal Las Torres)                                                                       |
| Parada 4 / Metro Rodrigo de Araya (PH1641) | D07 (Metro Franklin)                                                                            |